# Messieurs les noyés de la Seine
Messieurs les noyés de la Seine is een nummer van Fud Leclerc. Het was tevens het nummer waarmee hij België vertegenwoordigde op het Eurovisiesongfestival 1956 in de Zwitserse stad Lugano. De uitslag is onbekend; enkel de winnaar werd bekendgemaakt. Het was de eerste Belgische inzending ooit op het Eurovisiesongfestival. Het was tevens het eerste Franstalige lied ooit op het liedjesfestival. Later op de avond trad ook Mony Marc op namens België. Het festival van 1956 was het enige waar elk land met twee nummers mocht aantreden. De andere Belgische inzending was Le plus beau jour de ma vie.